# André Galoux
 (mai 2019).
Si vous disposez d'ouvrages ou d'articles de référence ou si vous connaissez des sites web de qualité traitant du thème abordé ici, merci de compléter l'article en donnant les références utiles à sa vérifiabilité et en les liant à la section « Notes et références ».
André Galoux, né le 4 février 1915 à Froidchapelle et mort le 6 décembre 2016 à Namur, est un ingénieur agronome belge des Eaux et Forêts, connu pour ses travaux sur l’écosystème de la forêt et plus particulièrement pour ses études à propos de la chênaie mélangée calcicole de Virelles-Blaimont, station pilote du Programme biologique international (1963).

## Biographie
André Galoux étudie l’agronomie à l’Institut agronomique de Gembloux,, (devenu Faculté des Sciences agronomiques et aujourd’hui Gembloux Agro-Bio Tech, Université de Liège).
Diplômé en 1937, il accomplit son service militaire et est mobilisé en août 1939. Il fait la Campagne des 18 jours en mai 1940 et est fait prisonnier par l’armée allemande sur la Lys. Alors transféré dans un camp de prisonniers dans les Sudètes en Tchécoslovaquie, il y passera cinq ans en captivité. Libéré en mai 1945, il est attaché en 1946 à la Station de recherches des eaux et forêts de Groenendaal. Il y fera sa carrière pour en devenir le directeur en 1976. 
En 1958, il devient chargé de cours à l'Université libre de Bruxelles (ULB), puis professeur extraordinaire en 1959 et ensuite professeur ordinaire en 1970.  
Il étudie différents aspects de la forêt : l’entomologie forestière (les ravageurs des peuplements forestiers), la faune du sol, la génétique écologique appliquée aux espèces ligneuses.
En 1950, il est choisi par l'OCDE, avec sept autres chercheurs européens, pour participer à une mission dans l’est et le nord-ouest des États-Unis, afin d’étudier des espèces forestières susceptibles d’être implantées en Europe. Les forêts de sapin de Douglas feront notamment l’objet l’attention de cette mission et les peuplements sélectionnés fournissent encore les graines qui sont utilisées en Europe.
En tant qu'expert belge auprès du Marché commun, il est chargé de réaliser pour le compte du Comité spécial du Katanga une reconnaissance et une étude des forêts au Congo belge, afin d’y développer une sylviculture appropriée.
L'administration des Eaux et Forêts le charge de concevoir le diorama du pavillon belge consacré à la forêt, à la chasse et à la pêche, lors de l'Exposition universelle de 1958 in Bruxelles (Expo 58). La même année, il développe le concept de territoires écologiques, nouveau système de classification des milieux intégrant types de sols et climats, qu’il applique dans une cartographie du sud de la Belgique. 
Il dirige de 1957 à 1962 le Centre d'écologie générale de la Station de recherches des eaux et forêts de Groenendaal. En 1963, grâce au Centre national d’écologie générale, il conçoit et dirige l’installation en forêt d’une station éco-climatologique à Virelles-Blaimont,, enregistrant en continu une cinquantaine de paramètres physiques destinés à évaluer le fonctionnement de l’écosystème forestier. Ses travaux sur les flux et transferts d’énergie dans les écosystèmes forestiers furent récompensés du Prix Wetrems.
Il est professeur visiteur aux Universités de Göttingen et de Padoue, et donne des conférences aux participants des Jeunesses scientifiques de Belgique et des candidats Guides-Nature.
Il est également spécialiste de sylviculture. Il se penche sur les problèmes liés aux monocultures équiennes d’épicéa, conçoit et met en œuvre la transformation de ces peuplements en forêt jardinée d’âges multiples en se basant sur des critères écologiques. Il applique à la chênaie le modèle de la futaie jardinée réservé jusqu’ici aux forêts de sapin pectiné et de hêtre.  
Administrateur de la Société royale forestière de Belgique, il est responsable de la revue qu’elle publie, Silva Belgica,  auparavant appelée Bulletin de la Société royale forestière de Belgique. Il a présidé le conseil de gestion du lac de Virelles (réserve naturelle agréée du domaine de Virelles), dans sa région d'origine.
Il meurt le 6 décembre 2016 , et est inhumé à Lompret (Chimay).

## Distinctions
- Prix Émile Laurent (Académie Royale des Sciences de Belgique), 1956[15] ;
- prix Adolphe Wetrems (Sciences naturelles, Académie royale de Belgique), 1970[16] ;
- commandeur de l'Ordre de la Couronne (1968)[17] ;
- ordre de Léopold : chevalier (1957)[18] ;
- médaille commémorative de la guerre 1940-1945, 2 sabres croisés en bronze[réf. nécessaire] ;
- médaille de prisonnier de guerre, 5 années, 5 barrettes[réf. nécessaire].

## Publications
- Les Forêts de l’Amérique septentrionale tempérée : leur introduction en Belgique  (Trav. Stat. Rech. Eaux et Forêts, série A, no 7), 1951, 141 p. (lire en ligne [PDF]).
- « Le sapin de Douglas et la phytogéographie », Trav. Stat. Rech. Eaux et Forêts, série B, n° 20, 1951, 132 p.
- « Les principales essences forestières de l'Amérique septentrionale tempérée : leur introduction en Belgique », Trav. Stat. Rech. Eaux et Forêts, série B, n° 3, 1951, 141 p.
- « La chênaie sessiliflore de Haute Campine. Essai de biosociologie », Trav. Stat. Rech. Eaux et Forêts, série A, n° 8, 1953, 235 p.
- « Catalogue de l'arboretum de Groenendaal », Trav. Stat. Rech. Eaux et Forêts, série B, n°19, 1955, 280 p.
- Les territoires écologiques du Sud-Est belge, en collaboration avec J .Delvaux. Trav. H.S., Centre d’écologie générale, 2 vol., 1962, 315 p.
- Écosystèmes et biosphère, vol. 2. Document pédagogique à destination des enseignants du secondaire, Ministère de l’Education nationale et de la culture, 1962, 128 p.
- La chênaie mélangée calcicole de Virelles-Blaimont, en Haute Belgique, en collaboration avec A.Froment, M. Tanghe, P. Duvigneaud, S. Denayer-De Smet, G. Schnock, J. Grulois, F. Mommaerts-Billiet, J.P. Van Severen, Unesco,1971, Actes Coll., Bruxelles, 1969, p. 635-675.
- « La transformation d'une pessière pure équienne en peuplement mélangé d'âges multiples : l'expérience "Le Ronchis", 1948-1978 », Trav. Stat. Rech. Eaux et Forêts, série B, n°43, 1973, 124 p.
- « La chênaie calcicole de Virelles-Blaimont. Flux d’énergie radiante et transferts dans l’écosystème (1964-1967) », Trav. Stat. Rech. Eaux et Forêts, série A, 1973, 124 p.
- « Radiation, heat, water and carbon dioxide balances », A. Galoux et al., Dynamic properties of forest ecosytems, Cambridge University Press, 1981, Cambridge, p.87-204.
- Les chênes pédonculé et sessile en France et en Belgique : écologie, économie, histoire, sylviculture, Anne Bary-Lenger et Jean-Paul Nebout ; avec la collab. d'Alain Delaunay, André Galoux, Gilbert Rousseau, 1993, 604 p.